# Beatrice Van
Beatrice Van est une actrice et scénariste du cinéma muet américain, née le 8 août 1890 à Omaha, dans le Nebraska, et morte le 4 juillet 1983, à Long Beach, en Californie.

## Filmographie
Source principale de la filmographie :

### En tant qu'actrice

#### The Keystone Film Company
- 1913 Passions, He Had Three de Henry Lehrman (court métrage) Jenny Brown
- 1913 Help! Help! Hydrophobia! de Henry Lehrman (court métrage) The Professor's Daughter
- 1913 Peeping Pete de Mack Sennett (court métrage) Neighbor's Wife
- 1913 A Bandit de Mack Sennett (court métrage) : la jeune fille

#### Divers
- 1914 The Saint and the Singer (court métrage)
- 1914 One of the Finest (it) d'Al Christie (court métrage)
- 1914 Such a Villain (it) d'Al Christie (court métrage)
- 1914 The Hills of Silence (court métrage)
- 1914 The Awakening d'Otis Turner (court métrage)
- 1914 Lost by a Hair (court métrage)
- 1914 The Barnstormers (court métrage)
- 1914 This Is the Life (court métrage)
- 1914 Helping Mother (court métrage)
- 1914 Her Bounty (court métrage) : Bessie Clay
- 1914 : A Friend in Need de William Duncan  (court métrage)
- 1914 A Prince of Bavaria de Frank Lloyd (court métrage)
- 1914 Her Life's Story (court métrage) : The Wife
- 1914 The Senator's Lady (court métrage)
- 1914 The Vagabond de Frank Lloyd (court métrage)
- 1914 Traffic in Babies (court métrage)
- 1914 Lights and Shadows (en)  de Joe De Grasse  (court métrage)
- 1914 The Heart of a Magdalene (court métrage)
- 1915 The Magic Mirror (court métrage)
- 1915 Changed Lives (court métrage)
- 1915 The Black Box : Ashleigh's Daughter
- 1915 The Nightmare of a Movie Fan (court métrage) : Beatrice - the Wife
- 1915 The Soul of the Vase (court métrage) : Jason's Wife
- 1915 A Woman Scorned (court métrage)
- 1915 Detective Blinn (court métrage) : Beatrice Van
- 1915 The Great Ruby Mystery (court métrage)
- 1915 The Mighty Hold (court métrage) : Helen Wade
- 1915 The Girl from His Town : Duchess of Breakwater
- 1915 Love and Labor (court métrage)
- 1915 What's in a Name? (court métrage) : Aileen Shea
- 1915 Uncle Heck, by Heck! (court métrage) : Mrs. Bill Jones
- 1915 A Bully Affair (court métrage) : Sally Simpkins
- 1915 When His Dough Was Cake (court métrage) : The Nephew's Wife
- 1915 Mixed Males (court métrage)
- 1915 The End of the Road
- 1915 Almost a Widow (court métrage) : The Widow Millionbucks
- 1916 The Wraith of Haddon Towers (court métrage)
- 1916 The Hills of Glory (court métrage)
- 1916 The First Quarrel (court métrage)
- 1916 Inherited Passions
- 1916 The Pearl of Paradise : Denise, sa fiancée
- 1917 Aube et Crépuscule (Told at Twilight) : la mère
- 1917 Hands Up! : Elinor Craig
- 1917 Who Was the Other Man? : Wanda Bartell
- 1917 Flirting with Death
- 1917 A Devil with the Wimmin (court métrage)
- 1918 My Unmarried Wife : Undetermined Role
- 1918 Painted Lips : Mrs. Silver
- 1918 There Goes the Bride (court métrage)
- 1918 Bonsoir, Paul (en) (Good Night, Paul) de Walter Edwards : Rose Hartley
- 1919 The Tiger Lily : Dorothy Van Rensselaer
- 1920 The Dangerous Talent : Mildred Shedd

### En tant que scénariste
- 1915 A Small Town Girl (court métrage) (scénario)
- 1917 Miss Jackie of the Army (histoire)
- 1918 Molly Go Get 'Em (scénario)
- 1918 Jilted Janet (histoire)
- 1918 Ann's Finish (histoire)
- 1921 Penny of Top Hill Trail
- 1921 Eden and Return
- 1922 Boy Crazy (histoire)
- 1922 The Understudy
- 1922 Their First Vacation (court métrage) (scénario)
- 1922 Twin Husbands (court métrage) (scénario)
- 1922 Entertaining the Boss (court métrage) (scénariste)
- 1923 Christmas (court métrage) (scénariste)
- 1923 Crashin' Thru (adaptation)
- 1924 The Fast Worker
- 1924 Fighting Blood
- 1925 Any Woman
- 1926 A Trip to Chinatown
- 1926 Along Came Auntie (court métrage)
- 1926 Raggedy Rose (court métrage)
- 1927 Blisters Under the Skin (court métrage) (scénario)
- 1927 A Knight Before Christmas (court métrage) (scénario)
- 1927 Beware of Widows
- 1927 Compromettez-moi (Silk Stockings) de Wesley Ruggles
- 1927 The Irresistible Lover
- 1928 Companionate Marriage (writer)
- 1928 Thanks for the Buggy Ride (writer)
- 1928 Finders Keepers (writer)
- 1928 Good Morning, Judge (writer)
- 1928 Sinner's Parade (adaptation / screenplay)
- 1929 Modern Love (screenplay / histoire)
- 1930 No, No, Nanette (dialogue)
- 1930 Take the Heir
- 1931 He Loved Her Not (court métrage)
- 1931 Take 'em and Shake 'em (court métrage)
- 1931 Easy to Get (court métrage)
- 1932 Only Men Wanted (court métrage)
- 1932 Gigolettes (en) (court métrage)
- 1933 Night of Terror (en) (writer)